# 史考特極地研究中心

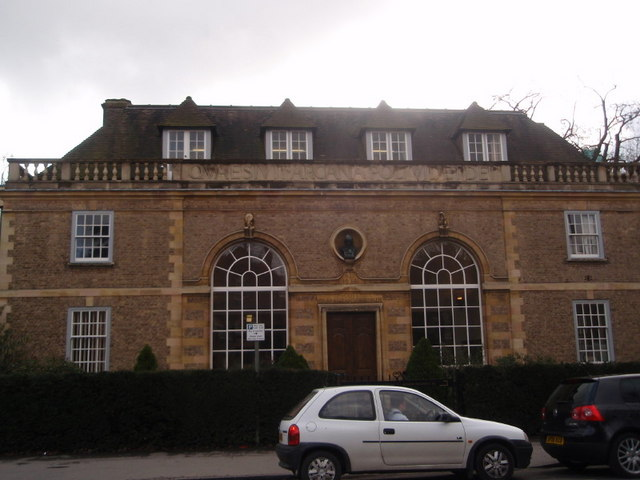
史考特極地研究中心

史考特極地研究中心（英語：Scott Polar Research Institute，縮寫：SPRI）是英國劍橋大學地理學系下轄的科研機構，研究世界各地極地與冰河學。

## 目的
SPRI成立於1920年，紀念在南極探險歸途中罹難的羅伯特·法爾肯·史考特和他的隊員們。研究議題涉及北極地區和南極地區的環境科學、社會科學和人文。機構人員約60人，以學術、圖書館、職員和研究生組成。
SPRI還主持國際冰川學會和南極研究科學委員會的秘書處，是自然環境研究理事會極地觀測與模擬中心的一部分。

## 學術資源
SPRI宣稱擁有最完善的極地圖書與檔案資料。除了學術書籍和期刊，在極地探險資料上，有特別豐富的館藏。包括採訪曾待在極地多年研究人員的口述歷史計劃。也是國際科學理事會下轄的世界冰河資料中心總部。

## 極地博物館

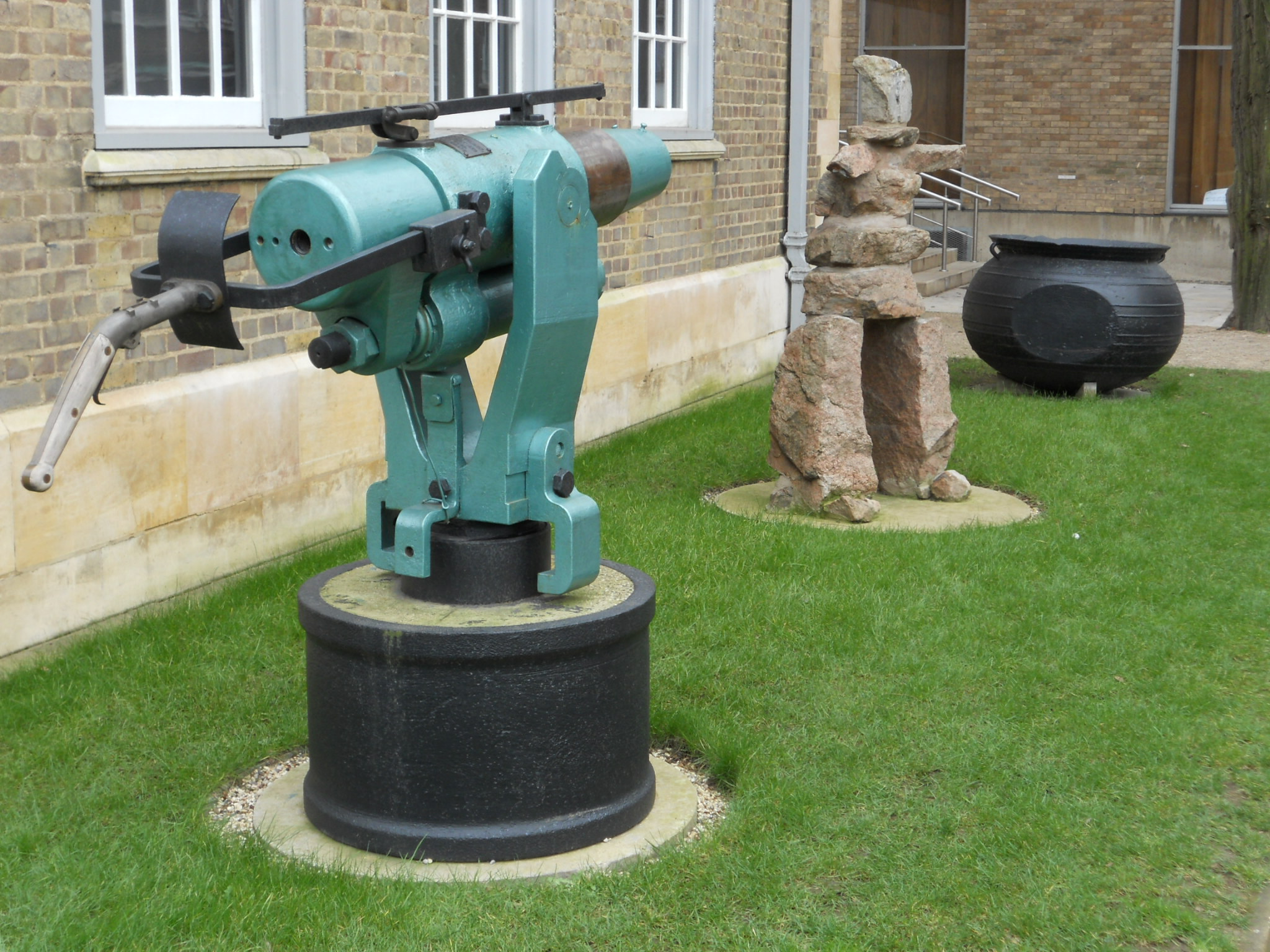
捕鯨魚叉槍

SPRI內的極地博物館，設有文物、繪畫、素描、照片（包括電影攝影、幻燈片、銀版攝影）和其他與極地的歷史、探索、科學和藝術有關的材料。
2010年，重新修繕的極地博物館開放大眾參觀，展出館藏較以前多。展覽以科學探索為主題，強調極地探險歷史與極地環境的重要，展示如何在極地嚴苛氣候進行科學研究。
除了這些永久性的展覽，博物館會定期舉辦特別的極地藝術展。博物館開放時間是週二至週六，免費入場。
在館外，由奧利佛·巴拉特與羅德里克·里斯·瓊斯製作的紀念碑，於2011年5月12日亮相，紀念那些對英國南極領地研究有貢獻的人員。

## 研究
SPRI有以下幾個研究小組。

### 冰河與氣候變遷組
該組的工作涉及利用遙測衛星量化冰凍圈數據，加上精確的實地測量和計算機模擬，詳細了解極地變化。小組已經觀察到南極洲西部拉森冰架在迅速消退及加拿大北部的夏季冰融增加。這項工作對了解全球暖化作出了巨大貢獻。

### 冰海環境組
該組的研究著重於冰原變化和沉積物移動對海洋的影響，利用破冰船收集數據。

### 極地與遙控儀測組
該組的工作主要是追蹤極地和亞極地環境變化的過程，如北極的植被和冰雪覆蓋。改進衛星測量技術是一項重要工作。

### 極地社會科學與人文組
這是一個跨學科小組，研究範圍涵蓋北極地區的人類學、歷史和藝術。其工作包括極地地區政治和環境管理，特別專精於俄羅斯北方的宗教、文化和政治層面研究。

## 外部連結
- 世界冰河學資料中心（页面存档备份，存于）
- 劍橋大學地理學系（页面存档备份，存于）
- 極地博物館（页面存档备份，存于）

52°11′54.40″N 0°07′34.45″E / 52.1984444°N 0.1262361°E